# Zeitschrift der Straße
Die Zeitschrift der Straße (Eigenschreibweise DIE ZEITSCHRIFT DER STRASSE) ist ein Straßenmagazin in der Freien Hansestadt Bremen mit ausgeprägtem Lokalbezug, das im Rahmen eines sozialen Gemeinschaftsprojekts produziert und vermarktet wird. Die Zeitschrift wird im Erscheinungsort Bremen und in Bremerhaven hauptsächlich von Wohnungslosen auf der Straße verkauft. Sie hat ihren Sitz in der Bremer Bahnhofsvorstadt, Auf der Brake 10–12. Das Projekt sowie Konzept und Gestaltung der Zeitschrift wurden mehrfach prämiert.

## Geschichte

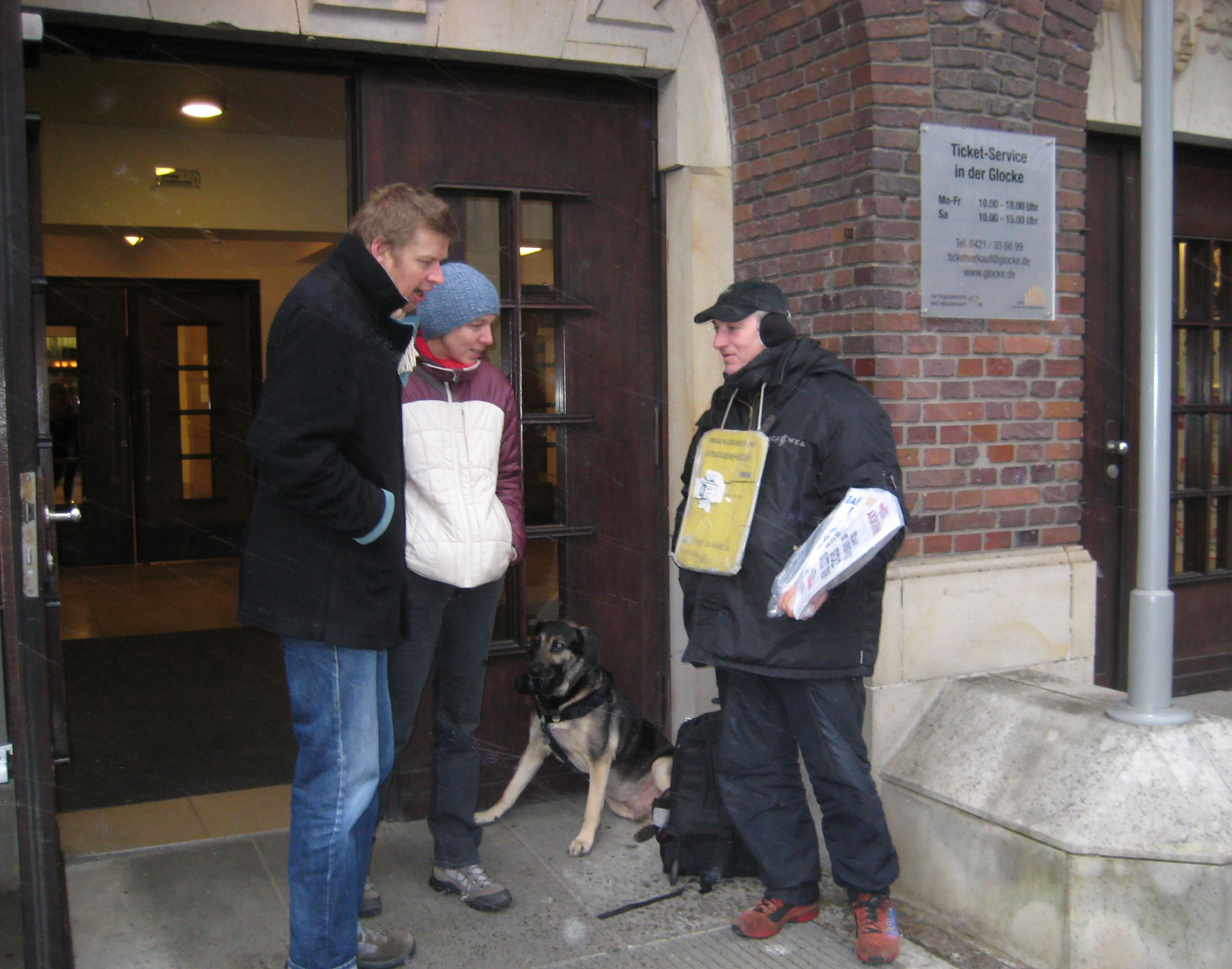
Stammverkäufer Bernhard R. bei einem Verkaufsgespräch in der Bremer Innenstadt (hier vor dem Konzerthaus Die Glocke)

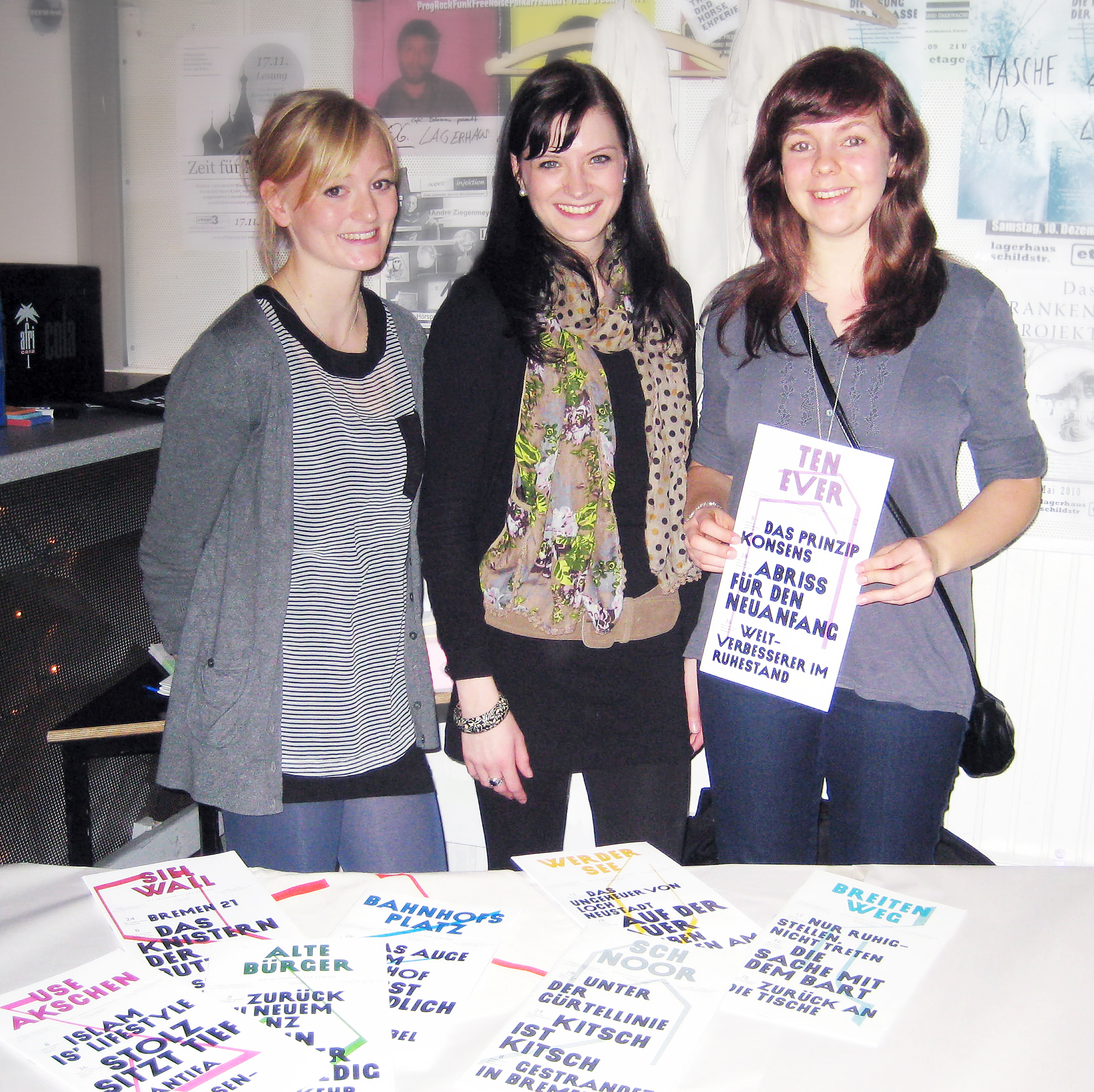
Präsentation des Magazins durch Studierende der HS Bremerhaven bei der Benefiz-Veranstaltung Lesung der Straße im Bremer Kulturzentrum Lagerhaus (2012)

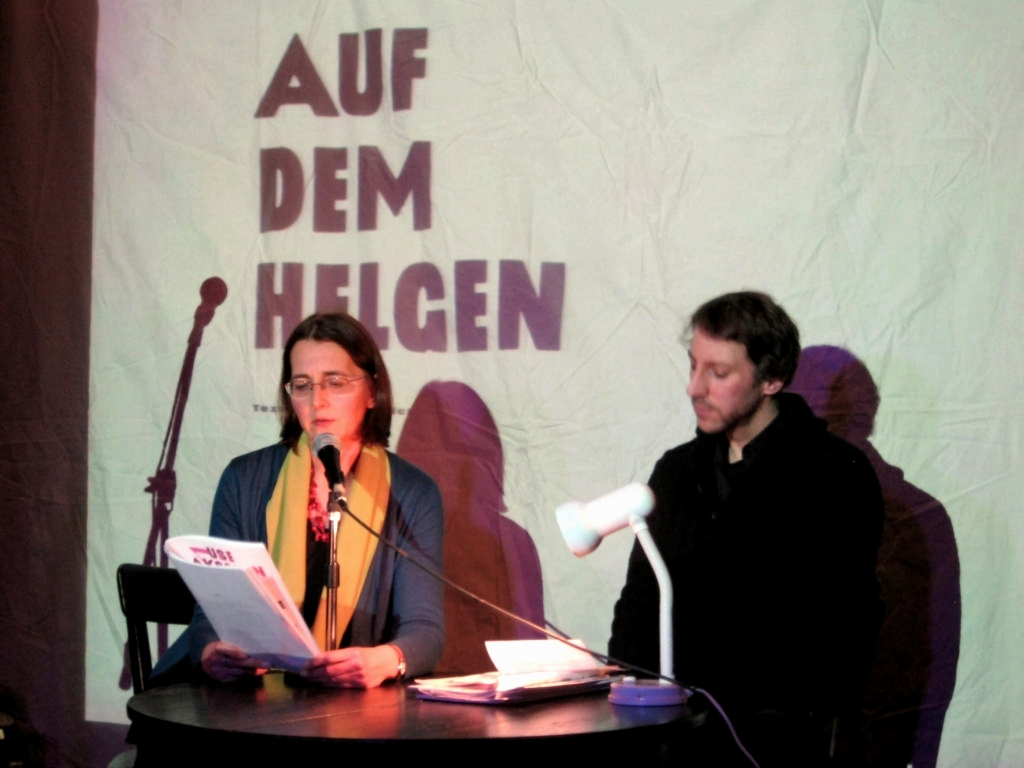
Autorenlesung von literarischen Magazin-Beiträgen (hier die Autoren Renate Ullerich und Jens Laloire) bei der Benefiz-Veranstaltung Lesung der Straße (2012)

Die Zeitschrift der Straße ist das erste lokal produzierte und ausgerichtete Straßenmagazin im Land Bremen. Die Zeitschrift wurde initiiert von Professor Michael Vogel, dem Leiter des Studiengangs Cruise Tourism Management an der Hochschule Bremerhaven, der ein Praxisprojekt für seine Studenten suchte und dem dabei auffiel, dass es in Bremen noch keine eigene Straßenzeitung gab. Vogel sprach die Innere Mission in Bremen sowie die Hochschule für Künste Bremen (HfK) an, woraufhin sich ein Gemeinschaftsprojekt bildete. Nach einer längeren Vorlaufphase erschien am 2. Februar 2011 das erste Heft, die Ausgabe Sielwall. Fortan kam die Zeitschrift zunächst alle 6–8 Wochen heraus, inzwischen erscheint sie alle 8 Wochen. Die Auflage betrug anfangs 14.000 Exemplare und liegt seit Anfang 2012 bei 13.000 Exemplaren. Die Zeitschrift hat einen Umfang von 48 Seiten.
Für die Zeitschrift, die „wohnungslosen und in Not geratenen Menschen im Land Bremen eine Einkommensmöglichkeit sichern“ soll, arbeiten Hochschulen und Diakonie im Land Bremen zusammen. Das Magazin wird größtenteils von Studierenden – sowie daneben auch von Bremer (Nachwuchs-)Autoren, freien Journalisten und Wohnungslosen etc. – gemacht und von Bedürftigen auf der Straße verkauft. Die Verkäufer, die meist wohnungslos sind, werden von Streetworkern unterstützt und betreut. Die Zeitschrift der Straße ist damit zugleich ein soziales Projekt, ein Medienprojekt und ein Lernprojekt, sowie auch ein wirtschaftliches Unterfangen. Während Wohnungslose und teils auch andere Bedürftige verkaufen, gestalten Studierende das Magazin und die meisten Texte und können dabei in ihrem Studium Praxiserfahrungen sammeln sowie Leistungsnachweise bekommen. Langfristiges Projektziel ist es, „für gute Verkäufer feste sozialversicherungspflichtige Jobs zu schaffen“.
Der Verkaufspreis der Zeitschrift der Straße beträgt 2,80 Euro. Die Zeitschriften werden zum Preis von 1,40 Euro pro Exemplar an die Verkäufer abgegeben, so dass diese bei jedem Heftverkauf einen Erlös in Höhe von 1,40 Euro erzielen.
Das Projekt wurde bei einem interdisziplinären Ideenwettbewerb im Dezember 2011 prämiert. Außerdem erhielt die Zeitschrift der Straße für ihr Konzept und ihre Gestaltung mehrere internationale Auszeichnungen und Designpreise. Unter anderem wurde sie vom renommierten Type Directors Club (TDC) in New York City dreifach prämiert und dabei zugleich von einem Jury-Mitglied für eine Vorstellung im kommenden TDC-Jahrbuch Typography 33 ausgewählt.
Die Zeitschrift der Straße ist Mitglied im internationalen Netzwerk der Straßenzeitungen (International Network of Street Papers, INSP).

## Konzept und Umsetzung
Das Projekt- und Marketing-Konzept für eine eigene Bremer Straßenzeitung wurde ab 2009 von Studierenden der Hochschule Bremerhaven unter Leitung des Bremerhavener Tourismusmanagement- und BWL-Professors Vogel erarbeitet. Auf dieser Grundlage entwickelten Studierende der Hochschule für Künste Bremen, in einem Workshop mit dem Schweizer Gestalter Ludovic Balland und unter Leitung der Bremer Kommunikationsgestaltungs- und Corporate-Design-Professorin Andrea Rauschenbusch eine Magazingestaltung, „[die] versucht, mit einem modernen Erscheinungsbild […] gesellschaftskritische und lokale Themen gleichermaßen zu transportieren“. Jede Ausgabe befasst sich mit einer Straße, woraus sich der Name ergab, bzw. mit einem Ort aus Bremen oder Bremerhaven. Die Autoren sind gehalten, das „Geschehen auf dem Platz oder der Straße zu beobachten“ und „ihren Text darauf aufzubauen“. Die „Beobachtungen“ des jeweiligen Straßenraumes oder städtischen Ortes bilden den Ausgangspunkt für Berichte, Reportagen, Interviews, Essays, Fotostrecken und künstlerische Illustrationen. Außerdem enthält jede Ausgabe auch literarische Beiträge, wie Prosa, Märchen, Gedichte und mehr. Die Straße oder der Ort werden nach eigenen Angaben des Projektteams „nicht als Metapher für soziales Elend [thematisiert], sondern als Ort des öffentlichen Lebens“.
Die Redaktion wird seit Oktober 2010 von dem freiberuflichen Bremer Journalisten Armin Simon geleitet. Die Autoren sind größtenteils Studierende aller Bremer und Bremerhavener Hochschulen; die literarischen Beiträge stammen meist von Schriftstellern und Autoren mit Bezug zum Land Bremen, wie Cora Frost, Corinna Gerhards, Anja Kümmel, Karsten Redmann, Imke Müller-Hellmann, Janine Lancker, Jens Laloire, Stephan Reich, Haleh Soleymani und Renate Ullerich. Für die Bereiche Fotografie, Layout, Gestaltung und Druckvorstufe sind Studierende der HfK Bremen zuständig, während Marketing und Events zu den Aufgaben des studentischen Mitarbeiterteams der Hochschule Bremerhaven gehören.
Das Design des Magazins wurde bewusst „irritierend“ angelegt, so das Projektteam, „um Sehgewohnheiten und Denkmuster herauszufordern, statt sie zu bestätigen“. Das Magazin erscheint in einem ungewöhnlichen Hochformat. Der obere Abschnitt von knapp einem Viertel des Gesamtformats ist „querliegend“ zum unteren Hauptteil bedruckt und kann mittels einer Perforation abgetrennt werden. Er enthält allgemeine Informationen zur Zeitschrift und zum Projekt sowie tagebuchartige „Beobachtungen“ zu jedem Artikel, besteht teils aber auch aus unbedruckten (Teil-)Seiten. Rauschenbusch bezeichnet den gewählten Schrifttyp des Magazins als „nicht schön, nicht hässlich, aber vor allem aufmerksamkeitsstark“. Neben den Fotografien sei dies ein Baustein, der das Erscheinungsbild der Zeitschrift der Straße ausmache.
Das Straßenmagazin wurde anfangs auf weißem Papier mit einem Flächengewicht von 115 g/m² gedruckt. Nach Kritik von Seiten der Verkäufer, wonach die ersten Ausgaben zu sehr wie Hochglanz-Magazine gewirkt hätten, wurde inzwischen auf Recyclingpapier umgestellt, mit dem die Verkäufer sich besser identifizieren können. Zudem wurde ein etwas dünneres Papier gewählt, so dass die Hefte von den Verkäufern einfacher zu transportieren sind.
Gegenwärtig (2012) arbeiten an der Zeitschrift etwa zwölf Autorinnen und Autoren, wobei es sich größtenteils um Studierende von Bremer Hochschulen handelt, sowie etwa zwölf Gestalterinnen und Gestalter; hinzu kommen ein fünfköpfiges Marketingteam, zwei ehrenamtliche Betreuer des Vertriebsbüros und einige Beschäftigte der Inneren Mission. Als Verkäufer sind beim Projekt mehr als 120 Männer und Frauen registriert, von denen aber nur einige täglich im Einsatz sind.

## Marktumfeld
Mitausschlaggebend für die Gründung der Zeitschrift der Straße war, dass es im Unterschied zu anderen Großstädten in Bremen und Bremerhaven zuvor keine eigene Straßenzeitung gab. Es wurden und werden dort der Berliner Strassenfeger und das hannoversche Asphalt-Magazin verkauft, die jedoch redaktionell keinen lokalen Bezug haben. Gleichwohl wurde bislang von den aktiven Verkäufern des neuen Bremer Straßenmagazins meistens gleichzeitig das Asphalt-Magazin angeboten. Von der Inneren Mission Bremen als einem der Projektträger wurde Ende 2011 eine Konkurrenzsituation zwischen den beiden Blättern eingeräumt. Bertold Reetz, der damalige Bereichsleiter der Wohnungslosenhilfe beim Verein für Innere Mission in Bremen, verwies in diesem Zusammenhang einerseits auf die unterschiedlichen Konzepte und sieht andererseits jedoch „auf Dauer [keinen] Platz für zwei Obdachlosenzeitungen […] trotz der graduell unterschiedlichen Zielgruppen“.

## Auszeichnungen
- 2011: Certificate of Excellence in der Kategorie Newspapers, Magazines, verliehen vom internationalen Berufsverband von und für Typografen und Grafiker, der International Society of Typographic Designers (ISTD), London (prämiert wurden die ersten drei Hefte, die Ausgaben Sielwall, Bahnhofsplatz und Alte Bürger)[3][9]
- 2011: Top 10 Team des interdisziplinären Ideen- und Startup-Wettbewerbs für Studierende aller Fachrichtungen beim Projekt Generation-D. Ideen für Deutschland. Gemeinsam anpacken, München[4][7][10]
- 2012: Certificate of Typographic Excellence, Student Best of Show award und Judge’s Choice, verliehen vom internationalen Type Directors Club (TDC), New York City (prämiert wurde die Ausgabe Tenever)[1][5]
- 2012: Professor Michael Vogel erhält den Bremer Bürgerpreis für seinen Einsatz zugunsten der Zeitschrift der Straße[11]